# Raúl Ruiz Benito
Raúl Ruiz Benito (Logroño, 20 de diciembre de 1964), conocido deportivamente como Raúl, es un exfutbolista español.

## Trayectoria
Criado en el  barrio de Yagüe comenzó a jugar en las categorías inferiores del Yagüe C.F. para pasar a continuación a la cantera del C.D. Logroñés. Debutó con el primer equipo en la temporada 1984-1985 en la Segunda División asentándose en el equipo tras una cesión al Palencia C.F. (2ªB). Tras formar parte de la plantilla que logró el primer ascenso a Primera División, debutó en ella la temporada 1987-88
Posteriormente Raúl Ruiz prosiguió su carrera en equipos de 2ªB como el C.F. Gandía (1988-1989), Benidorm C.F. (1989-1991), Girona F.C. (1991-1993), C. D. Lugo (1993-1994) y C.D. Numancia de Soria (1994-1996).
En su última temporada en el equipo soriano formó parte de la plantilla cuya actuación fue épica en la Copa del Rey. Los sorianos consiguieron eliminar al U.D. San Sebastián de los Reyes (2ªB), Real Sociedad de Fútbol (1ª), R. Racing Club de Santander (1ª) y R.Sporting de Gijón (1ª). En cuartos de final jugaron con el F. C. Barcelona, concluyendo el partido de ida con empate a 2, siendo el partido de vuelta clave para dirimir el equipo que pasaría a semifinales. A Raúl le encargaron desde El día después realizar un reportaje de vídeo casero durante toda la estancia del equipo soriano en Barcelona. En la realización y comentarios del reportaje Raúl demostró un gran desparpajo y gracia.
A la temporada siguiente Michael Robinson le convenció de que se retira del fútbol profesional para incorporarse a Canal Plus, haciendo reportajes sobre fútbol modesto. Desde entonces Raúl ha colaborado en el Grupo Prisa, ejerciendo de reportero, comentarista técnico, analista, presentador, etc. Compaginando Deportes Cuatro, Canal Plus y el Carrusel Deportivo de la Cadena SER, donde es comentarista.

## Clubes
| Club                   | País   | División | Año         | Partidos | Goles |
| C.D. Logroñés "B"      | España | Regional | 1984 - 1985 |          |       |
| C.D. Logroñés          | España | 2ª       | 1984 - 1985 | 4        | 0     |
| Palencia C.F.          | España | 2ªB      | 1985 - 1986 | 36       | 10    |
| C.D. Logroñés          | España | 2ª/1ª    | 1986 - 1988 | 21       | 0     |
| C.F. Gandía            | España | 2ªB      | 1988 - 1989 | 29       | 4     |
| Benidorm C.F.          | España | 2ªB      | 1989 - 1991 | 70       | 10    |
| Girona F.C.            | España | 2ªB      | 1991 - 1993 | 72       | 3     |
| C. D. Lugo             | España | 2ªB      | 1993 - 1994 | 35       | 2     |
| C.D. Numancia de Soria | España | 2ªB      | 1994 - 1996 | 65       | 5     |